# Orgue de Nostra Senyora dels Dolors
L'Orgue de la parròquia dels Dolors es troba a l'església Nostra Senyora dels Dolors, a Manacor (Mallorca). Està situat a l'interior d'una tribuna sobre una capella al costat de l'evangeli separada per un arc gòtic que dona a la nau. Tot i que està dotat de motor ventilador, l'instrument està inacabat i molt abandonat.

## Història
El primer document relacionat amb l'orgue és de 1494: Jaume Febrer, orguener manacorí, demana als jurats de Manacor que li paguin 200 lliures perquè l'orgue ja està acabat. El primer organista va ser Miquel Oliver, barber. L'any 1500 cobrava 32 lliures anuals per tocar l'orgue. Onze anys després, els jurats consideraven que el sou de l'organista era massa alt. Tot i que Oliver havia acceptat rebaixar-lo a 20 lliures, aprofitaren que mossèn Bartomeu Reixac havia sol·licitat el càrrec d'organista per donar-lo a qui estàs disposat a cobrar menys. Miquel Oliver demanà 8 lliures però a mossèn Bartomeu n'hi bastaren 6, i així va esser contractat per tres anys.
El 1525 Reixac trobava que el sou era insuficient per la feina de tocar l'orgue i a més mantenir-lo en un estat decent. Havia rebut dues ofertes per esser organista a Ciutat. Els jurats recordaren que anteriorment pagaven 32 lliures per any, i si en aquell moment deixamen que Reixac se n'anàs a Ciutat, no trobarien organista a Manacor. Així, decidiren acceptar la petició, de manera que cobraria 10 lliures. Entre les condicions es va establir que, a més de tocar l'instrument, l'organista havia de tenir l'instrument en condicions; l'arreglaria i l'afinaria quan calgués.
El 1534 mossèn Reixac encara ocupava el lloc de treball. El 1544 el beneficiat de les 10 lliures era el prevere Joan Blanquer. El 1562 Joan Grimalt era l'organista, amb el mateix sou.
El 1568 els jurats decidiren arreglar l'orgue perquè li faltaven molts canons. L'orguener Cosme Gener cobrà 100 lliures per la feina. L'any 1600 Joan Binimelis pagà 15 lliures i 1 sou a Jaume Puigdorfila, orguener, per haver arreglat i afinat l'orgue.
Entre els anys 1570 i 1602 es va construir una nova església a Manacor. El setembre d'aquest darrer any es va proposar arreglar la cadireta de l'orgue. De la feina se'n va encarregar l'orguener Pau Estada.
Durant el segle xvii s'esmentà en moltes ocasions el mal estat de l'orgue, però els jurats no sempre es mostraven disposats a mantenir-lo. El 1633 encara es va insistir que l'orgue estava desafinat i que la cadireta no sonava, i que s'havia d'arreglar en els següents sis mesos.
El 1635 El fuster Antoni Barceló cobrà 2 lliures i 9 sous per dues posts que havien de servir per adobar les manxes.
El 1636, el 1638 i el 1639 es redacten informes sobre el mal estat de l'orgue, i es demana que es faci una inversió per al seu acondicionament.
El 1640 un jurat comunicà al consell que hi havia unes manxes velles que es podrien vendre per tenir diners per arreglar la cadireta. El següent any el bisbe Santander, que va venir de visita, va trobar l'orgue en bon estat.
El 1651 es tornà a parlar de vendre les manxes velles en una reunió.
El 1664 l'orgue estava en bon estat, però l'any 1670 estava desafinat i se li encarregà a Fra Vicenç Pisà que l'adobàs per 125 lliures. Pisà era l'organista del convent de Sant Domingo, i també un orguener d'anomenada. El 1674 el bisbe Cotoner va visita la parròquia i trobà l'orgue en un estat decent.
Ja el 1727 l'organista Nadal Ferrer demana al consell que s'arregli l'orgue, perquè gairebé no sona. Es decidí contractar algú per adobar-lo. Dos anys després, el mateix organista es torna a queixar del mal estat de l'instrument.
El 1742 es decideix que un regidor vagi a Ciutat per demanar permís a la Reial Audiència, segurament per comprar un orgue nou. El mestre orguener fou Mateu Bosch, i va cobrar unes 450 lliures.
En aquella època l'organista era Mossèn Bartomeu Pujades i Riera (1730-1776). El 1778 el càrrec va passar a Francesc Riera i Soler, de quinze anys. El 1782 escriví al bisbe explicant que el sou no li bastava per viure.
Quan Berard va visitar l'església el 1789 l'orgue estava sobre la capella de Sant Josep. Aquesta era la cinquena de la dreta començant pel portal major, anteriorment dedicada a Santa Bàrbara. L'orgue fou descrit així: «orgue adornat de bona fusta, tot antic». Això fa pensar que es podia tractar d'un instrument gòtic, cosa que significaria que Bosch hauria aprofitat la caixa de l'orgue anterior, com faria uns anys després a Sant Jeroni.
El setembre de 1794 el sou d'organista va passar a mans de Jaume Gelabert i Mascaró.
En el segle xix els ajuntaments es van anar despreocupant del manteniment dels orgues. El 1813 el rector proposà dedicar el benefici d'un ofici solemne de cada mes a la restauració de l'instrument. Pocs mesos més tard es va aconseguir una donació de cent duros. Pot ser que fos el moment en què s'afegiren els jocs de trompeteria de batalla.
El 1843 Mossèn Gelabert morí i la parròquia quedà sense organista titular, ja que el govern anava eliminant el sistema de beneficis. A partir d'aquest moment la plaça va ser coberta de manera interina.
El 1887, ja en un marc polític més favorable, el bisbe Cervera recuperà el benefici de l'orgue de Manacor en la persona de Mossèn Antoni Pont i Llodrà, que més endavant fundaria la capella de Manacor i seria mestre de capella de la Seu. Tot i aquesta restauració del càrrec d'organista, el sou seguia sent de 10 lliures anuals com el 1525. Amb la nova moneda, això equivalia a 33 pessetes.
L'any 1891 començaren les obres per construir una església nova, que era demanada pels bisbes des de 1786. Primer esbucaren la capella de Sant Josep, veïna de la de Sant Antoni, on es trobada l'orgue des de l'edat mitjana. El febrer del 1892 començà el trasllat de l'instrument a càrrec de Nicolau Rotger, que ja l'havia afinat l'any anterior. Mentre duraven les obres el mestre deixà un orgue seu, que es va col·locar en el cor. El següent any continuaren les obres de trasllat i conservació.

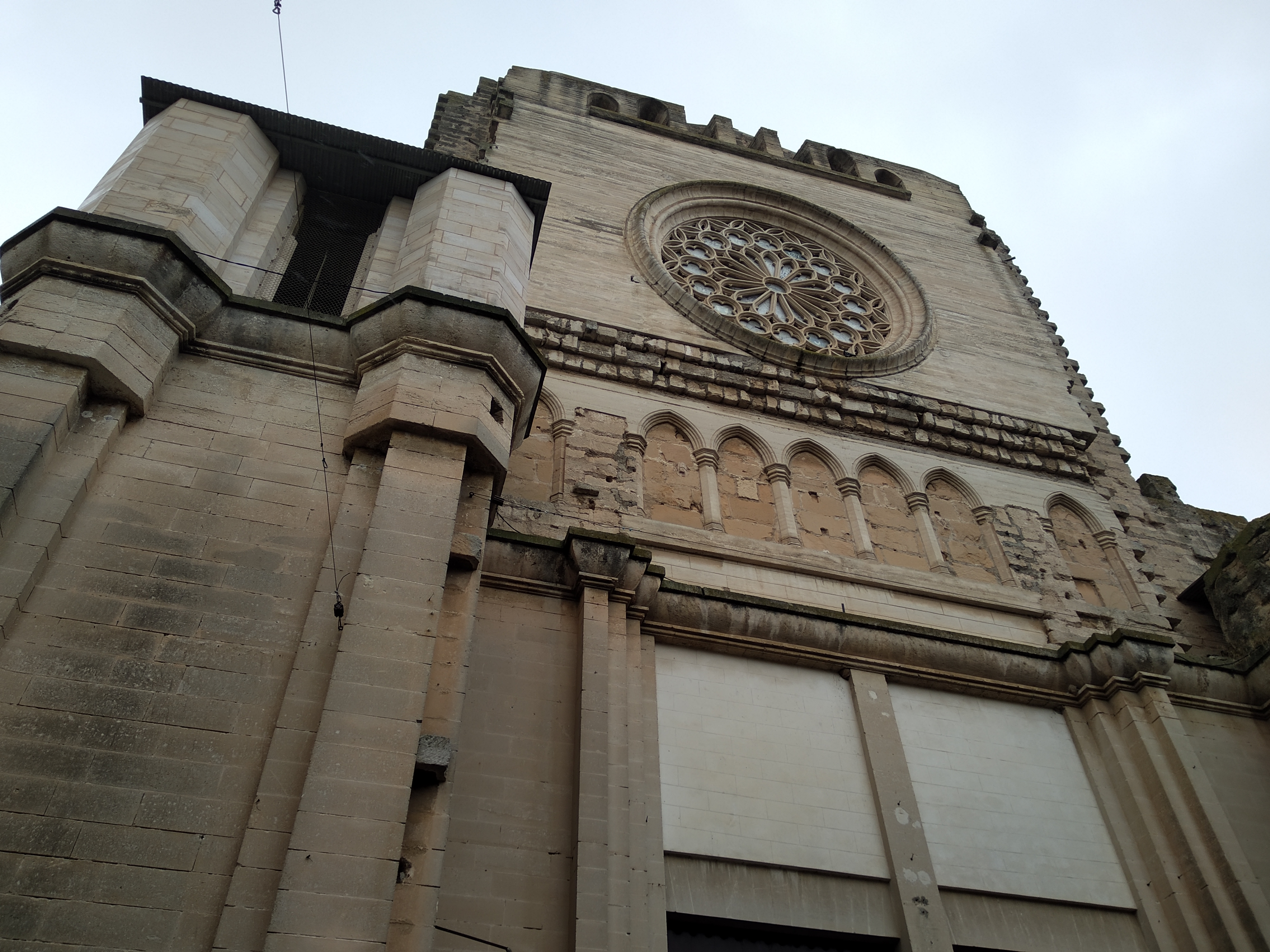
Nostra Senyora dels Dolors

El 1894 es comença a parlar d'un orgue nou. L'enginyer Josep Barceló i Runggaldier, que dirigia los obres de l'església nova, feia dècades que havia intervingut en la construcció d'orgues a l'illa. Els seus dissenys (en els orgues de Selva, Alcúdia, Gènova, Biniali) demostren el seu coneixement de les façanes clàssiques franceses. En els instruments esmentats també s'hi pot apreciar que coneixia els nous corrents que venien per França, com pedals de crida i acoblament de manuals.
El setembre de l'any 1900 el rector Rubí presentà al bisbat els plànols, el pressupost i la disposició de registres de l'orgue nou fets per Barceló, que projecta un instrument de tres manuals i pedal amb seixanta-dos jocs, on no hi faltaven un Principal i una Bombarda de 32'. Molts dels jocs eren per extensió o per transmissió, de manera que es reduïen a trenta-quatre jocs reals. El bisbat contestà que calia centrar-se en l'objectiu principal, és a dir acabar l'església i el campanar.
El desembre del 1918 es va vendre el material de l'orgue vell per unes 2.000 pessetes.
A partir de l'any següent, Antoni Cardell i el seu cosí P. Miquel Cardell s'encarreguen de construir un orgue que no tenia res a veure amb el projecte de Josep Barceló. Aquest fou inaugurat el 25 de juliol de 1920 sols amb 4 registres construïts per Antoni Estadella, de Barcelona. Tres dies després el P. Cardell ja rebia 4 registres més. La darrera remesa de tubs és del 9 de març de 1921, amb 3 resgistres més ja harmonitzats. Afegint-hi un bordó de fusta construït pels Cardell, un joc nou de Clarí i un altre de trompeteria de l'orgue vell, podem comptar els catorze jocs de l'orgue actual, que es consideren insuficients per a poder omplir un temple d'aquestes dimensions.
Per acabar, el 1925 l'orguener Lope Alberdi cobrà una quantitat important de diners, segurament per realitzar l'harmonització definitiva.

## Descripció de la consola
L'orgue té tres teclats de 54 notes, tot i que el tercer teclat no sona. El pedaler té dotze botons amb acoblament permanent a l'orgue major.
Disposició:

### Orgue major
- Flautado
- Flautado Violón
- Flauta Armònica
- Celeste
- Octava
- Bajoncillo-Clarín
- Trompeta Real
- Trompeta Batalla

### Orgue d'ecos
- Viola de Gamba
- Fagot-Oboe
- Voz Humana
- Bordón
- Octava
- Trompeta Real[1]

## Secrets[1]

### Orgue major
Aquest segueix l'ordre diatònic.
Ordre dels jocs, començant per la cara (els tres jocs de Batalla van col·locats a la testa):
- 1r joc: Tot i que està descrit al tirador com a Bajoncillo-Clarín, es tracta d'un Clarí 15a 2' a mà esquerra i Clarí Alt de 4' a mà dreta.
- 2n joc: Aquest joc està descrit com a Trompeta Real, però es tracta en realitat d'un Baixó de 4' a mà esquerra i Clarí de 8' a mà dreta.
- 3r joc: També amb la nomenclatura errada (al tirador apareix simplement com a Trompeta Batalla), es tracta d'una Trompeta Batalla de 8' a mà esquerra i Trompeta Magna 16' a mà dreta. Els baixos van postats verticalment a cada costat de la tribuna.
- A la testa també hi ha una tapa buida.
- El primer joc a sobre el secret és un Flautat de 8'.
- El segon, és un Bordó de 8'. Els tubs de mà dreta són de Flauta Xemeneia.
- A continuació hi ha dues tapes buides.
- Seguidament trobam una Flauta Octaviant de 8'.
- Hi ha dues tapes buides més.
- Llavors ve l'Octava 4'.
- Trobam una altra tapa buida.
- El pròxim joc és la Celeste 8', que comença a cº.
- Finalment hi ha dues tapes buides sobre el secret i dues tapes més, buides també, a la testa.

### Orgue d'ecos
Segueix l'ordre cromàtic, i està situat darrere l'Orgue Major, tancat dins una habitació amb persianes expressives a davant.
- Primer hi ha una tapa buida.
- A continuació hi ha un tapadet de 4' (anomenat Octava al tirador).
- Trobam una altra tapa buida.
- Llavors ve una quinzena de 2' (anomenada Voz Humana al tirador).
- Després ve un bordó de 8' de fusta.
- Seguidament ve una Gamba de 8' que comença a cº.
- A continuació hi ha la Trompeta Real 8'.
- El darrer joc és el fagot-oboè de 8', que en realitat només és oboè, ja que falten els tubs de mà esquerra.[1]

## Dades tècniques
A la tribuna hi ha molt de lloc, tant en alçada com en amplada, per fer-hi un orgue de grans dimensions, i sembla que era aquesta la conepció inicial tenint en compte la quantitat de tapes buides que hi ha, sobretot a l'orgue major. Es diu, però, que l'instrument està mal concebut des d'un principi, ja que la col·locació massa a l'interior no l'afavoreix en les qüestions acústica i visual. Aquest orgue no pertany a cap estil en concret. L'absència de jocs de 16' i de Plens i Nazards fa que l'instrument soni pobre i poc brillant per la falta d'harmònics. A l'instrument actual no hi queda cap tub de l'orgue de Mateu Bosch.